# Anima (álbum de Thom Yorke)
Anima es el tercer álbum en solitario del cantante de Radiohead Thom Yorke, y fue lanzado el 27 de junio de 2019 por XL Recordings.
Yorke y el productor Nigel Godrich desarrollaron Anima a través de presentaciones en vivo y trabajo de estudio. Fue acompañado por un cortometraje dirigido por Paul Thomas Anderson que se estrenó en Netflix y en algunas salas de cine IMAX, y contó con el apoyo de una gira por Norteamérica y Asia.

## Lista de canciones
Todas las canciones escritas y compuestas por Thom Yorke y Nigel Godrich. 
| N.º   | Título                                        | Duración |  |
| 1.    | «Traffic»                                     | 5:17     |  |
| 2.    | «Last I Heard (...He Was Circling the Drain)» | 5:06     |  |
| 3.    | «Twist»                                       | 7:03     |  |
| 4.    | «Dawn Chorus»                                 | 5:23     |  |
| 5.    | «I Am a Very Rude Person»                     | 3:44     |  |
| 6.    | «Not the News»                                | 3:57     |  |
| 7.    | «The Axe»                                     | 6:59     |  |
| 8.    | «Impossible Knots»                            | 4:19     |  |
| 9.    | «Runwayaway»                                  | 5:56     |  |
| 47:44 |                                               |          |  |

| Vinyl bonus track |                                              |          |  |
| N.º               | Título                                       | Duración |  |
| 10.               | «(Ladies & Gentlemen, Thank You for Coming)» |          |  |

## Influencias y estilo
Dos de los temas principales que inspiran el álbum son los sueños y las distopías tecnológicas. De manera particular, las teorías de Carl Jung sobre el inconsciente y la forma en que el cerebro construye el mundo durante la etapa de sueño, aparecen reflejadas en el título y en las composiciones. En el trabajo de Jung, «anima» es usado para describir un yo interno que a menudo se manifiesta como una parte femenina de una personalidad masculina.

La ansiedad de Yorke sirvió de inspiración para este trabajo, como ha sucedido antes en su carrera como solista. En una entrevista contó cómo una noche, luego de dormir apenas dos horas, despertó con imágenes perturbadoras de mujeres en tacones altos que eran ratas que habían drenado los cuerpos de esas mujeres. En otro sueño, Yorke vio a un grupo de personas rumbo al trabajo cuyos cuerpos no responden normalmente y comienza a moverse de forma incontralable.
«If you suffer from anxiety it manifests itself in unpredictable ways, some people have over-emotional reactions. [For] some people the roots of reality can just get pulled out, you don’t know what’s happening. Then eventually reality comes back. For some reason I thought a really good way of expressing anxiety creatively was in a dystopian environment. I had so many visual things going on at this point». («Si sufres de ansiedad, ésta se manifiesta de manera impredecible. Algunas personas tienen reacciones demasiado emocionales. [Para] algunas personas, las raíces de la realidad pueden simplemente ser extraídas, y no sabes lo que está sucediendo. Entonces, finalmente, la realidad vuelve. Por alguna razón, pensé que una manera realmente buena de expresar la ansiedad de manera creativa era en un ambiente distópico. Tenía muchas cosas visuales sucediendo en este punto»).
Se trata de un álbum con un sonido marcadamente electrónico, con un tono vigoroso, melancólico y, por momentos, un poco amenazador, que recurre lo mismo a «sintetizadores jadeantes», que a «acordes de teclado que florecen, mueren y vuelven a florecer a un ritmo lento», y que se mantiene en una línea minimalista donde, además de los elementos referidos, se agregan en algunas canciones sonidos de percusión, ruido blanco y la voz de Yorke.

## Cortometraje
Dirigido por el cineasta Paul Thomas Anderson, con cinematografía de Darius Khondji y coreografía de Damien Jalet, el cortometraje Anima es descrito por la plataforma Netflix como una «pieza visual alucinante», «surrealista» y «poco convencional».

### Sinopsis y detalles
Con una duración de 15 minutos y locaciones en el metro y la ciudad de Praga, República Checa, y en la comuna francesa de Les Baux-de-Provence, Francia, se trata de «un ballet industrial inspirado en Buster Keaton», protagonizado por el propio Yorke y la actriz italiana Dajana Roncione (pareja de Yorke), acompañados por los bailarines de la compañía Swedish Göteborgs Operans.
Con una trama simple, que se puede resumir como un sueño en el que el protagonista deambula medio dormido por diferentes escenarios, la pieza audiovisual inicia con Yorke despertando dentro de un vagón de metro rodeado de otros pasajeros vestidos con ropa monocromática, en tonos azules y grises, entre ellos el personaje de Roncione. Al salir del vagón, el personaje de Yorke pierde de vista al personaje de Roncione, así como a su lonchera. Aún como un sonámbulo, y siendo el único de los pasajeros incapaz de traspasar la barrera de salida, Yorke vuela por encima de ésta y termina en un amplio espacio cerrado que recuerda a un templo. A partir de ese momento, el personaje deambulará por otros escenarios, siempre rodeado por un ambiente onírico y una «mezcla excitante de comedia física, paranoia distópica y dulce romance».
De principio a fin, la obra es musicalizada por tres de las canciones del álbum homónimo que se mezclan en una sola: «Not the News», «Traffic» y «Dawn Chorus». Además de estar disponible en el catálogo de Netflix, Anima fue proyectado en algunas salas de cine IMAX el miércoles 26 de junio de 2019.

### Críticas
Esquire, en su edición española, la consideró pretenciosa y trillada: una obra donde la coreografía sirve para «contar la típica historia de alienación kafkiana» y a la que no le encuentra lugar en el catálogo de Netflix.
Indiewire, por su parte, la calificó como una «obra esencial», de la misma forma que cualquier otra creación de P. T. Anderson, mientras que The Atlantic la describió como «un hipnótico espectáculo de danza moderna en el que las falanges de personas adormecidas en un tren asienten y se tambalean en la sincronización».
La interpretación de Roncione y Yorke es elogiada por el texto de Lado B: la falta de formación como bailarines entrenados "es de hecho un atributo relevante en su performance corporal", situación que recuerda a la participación de Yorke en el video de Lotus Flower (2011) de Radiohead, donde también ofrece "un performance único y absolutamente magnético, que de hecho una formación académica (disciplinar) en la danza difícilmente habría podido generar".

### Género
Sus creadores han definido la obra como un one-reeler debido a su corta duración, pues en el pasado una posible forma de presentar una película era usando como referencia el número de rollos de cinta o reels que la contenían. Por su parte, la mayoría de reseñas la catalogan como video o corto musical, y algunas como videoarte.
El periódico argentino La Nación la etiqueta como una videodanza, destacando además la influencia de Pina Bausch en el trabajo coreográfico de Damien Jalet. Este misma catalogación de videodanza la hace Ximena Monroy Rocha, directora del festival itinerante de videodanza Agite y sirva, quien además considera que ANIMA sería el primer ejemplo de una obra de este género híbrido distribuida a través de un servicio global como lo es Netflix.

## Campaña promocional
Además de los conciertos, y el cortometraje de P.T. Anderson, el álbum recurrió a una campaña preventiva que tuvo lugar en el metro de Londres. Presentada por una compañía ficticia llamada ANIMA Technologies, los anuncios promovían un aparato denominado Dream Camera (Cámara de sueño) capaz de atrapar el inconsciente: «Just call or text the number and we’ll get your dreams back» («solo habla o envía un mensaje de texto y te devolveremos tus sueños»). Al marcar al número de teléfono que figuraba en la publicidad, un mensaje de voz leía un mensaje con un tono de tipo legal que incluía referencias a la Suprema Corte, a una orden de Cese y desista y a «actividades ilegales serias y flagrantes». Los diversos elementos de esta campaña se conectan con la secuencia inicial del cortometraje de Anderson.